# 정봉훈
정봉훈(丁奉勳, 1963년 ~ )은 대한민국의 제18대 해양경찰청장이다.

## 학력
- 여수고등학교
- 한국해양대학교 항해학 학사
- 한국해양대학교 대학원 해양경찰학 석사
- 인하대학교 대학원 법학 박사과정 수료

## 경력
- 1994년 경찰간부후보생 42기
- 2011.1~2012.7 해양경찰청 형사과 과장
- 2012.7 서귀포해양경찰서 서장
- 2013.12 해양수산부 치안정책관
- 2014.11 해양경비안전교육원 교육지원과 과장
- 2016.1~2017.1 제3대 울산해양경비안전서 서장
- 2017.1 해양경비안전본부 해양수색구조과 과장
- 2017.12 해양경찰청 운영지원과 과장
- 2018.12 해양수산부 정책관
- 2020.3~2020.12 해양경찰청 경비국 국장
- 2020.12~2021.4 제13대 서해지방해양경찰청장
- 2021.4~2021.12 해양경찰청 차장
- 2021.12~2023.1 제18대 해양경찰청장

| 전임 김홍희 | 제18대 해양경찰청장 2021년 12월 3일 ~ 2023년 1월 3일 | 후임 김종욱 |